# Sh2-132
Sh2-132, surnommée la nébuleuse du Lion, est une grande nébuleuse en émission visible dans la constellation de Céphée.
Elle est située sur le bord sud de la constellation, à une courte distance de la frontière avec le Lézard, le long de la Voie lactée. La période la plus propice à son observation dans le ciel du soir se situe entre les mois de juillet et de décembre et elle est considérablement facilitée pour les observateurs situés dans les régions de l'hémisphère nord.
Sh2-132 est située à une distance d'environ 3 200 pc (∼10 400 al), se plaçant ainsi dans le bras de Persée, dans la région de Céphée OB1, une grande et lumineuse association OB. Les étoiles responsables de l'ionisation de ses gaz sont très chaudes et massives. En particulier, deux étoiles Wolf-Rayet, connues sous les abréviations HD 211564 et HD 211853 (cette dernière ayant également l'abréviation WR 153), ainsi qu'une étoile de classe spectrale O8,5V et une dizaine d'étoiles de classe B. Autour de l'étoile de classe O et l'une des étoiles Wolf-Rayet s'étend une bulle bien visible dans la bande d'ondes radio, identifiée par l'acronyme Shell B, probablement issue du vent stellaire des deux étoiles massives. Une structure similaire mais plus petite, Shell A, héberge près de son centre une étoile de classe K. On pense que des processus de formation d'étoiles en chaîne ont eu lieu dans la nébuleuse dans le passé. Actuellement, ces processus semblent être suspendus, puisqu'il n'y a aucune trace d'activité récente. Neuf sources de rayonnement infrarouge et un maser avec des émissions de H2O ont été identifiés dans la direction de la nébuleuse,.